# Fédération européenne des travailleurs des transports
La Fédération européenne des travailleurs des transports (FET, (en) European Transport Workers' Fédération (ETF)) est la fédération syndicale européenne des travailleurs des transports. Elle est affiliée à la Confédération européenne des syndicats et elle est l'organisation régionale de la Fédération internationale des ouvriers du transport. Elle a été fondée en 1999, son siège est à Bruxelles.

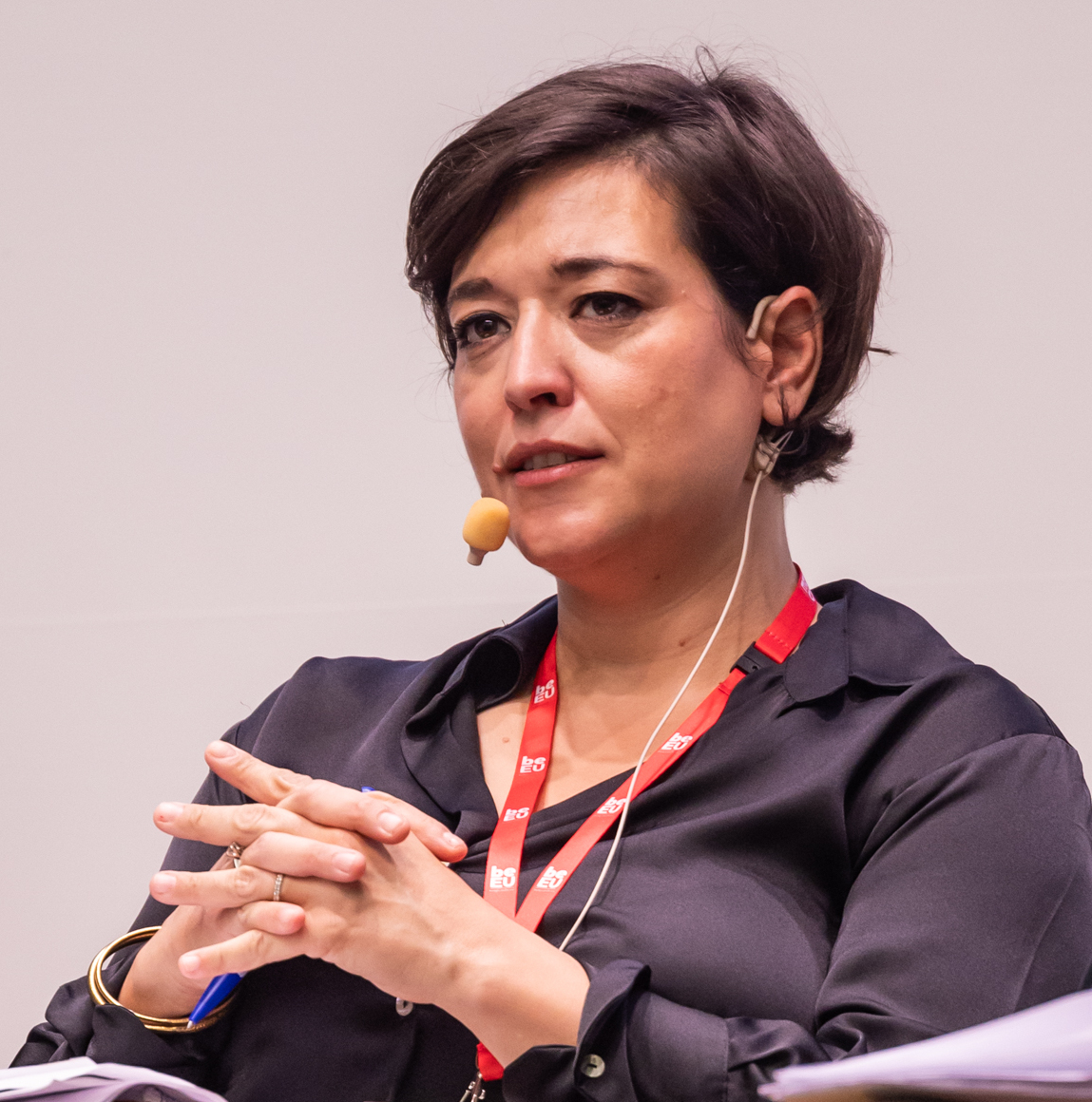
Livia Spera, secrétaire générale, en 2024.